# Navagero

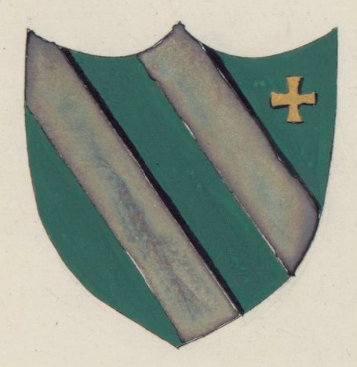
Stemma della famiglia Novagero

I Navagèro (detti anche Navagèr, Navaier e Navegàro) furono una famiglia veneziana compresa nel patriziato.
Di origini antichissime, il Cappellari Vivaro riporta come primo membro noto un Rocco, capitano di galea durante la spedizione organizzata dal doge Domenico Contarini contro Zara (1043). Tra gli altri Navager illustri, spiccano il cronista Andrea, il suo omonimo nipote, noto poeta rinascimentale, e il cardinale Bernardo.
Si ricorda almeno una villa Navagero a Rovarè (XVII secolo), a cui si aggiunge la casa Sernagiotto di Selva del Montello, identificata da alcuni come la dimora di Andrea Navagero, eretta ai piedi del Montello; in città esiste tuttora il palazzo Navagero, al 4.145 di Castello, mentre altre proprietà si trovavano a Dorsoduro (parrocchia di San Trovaso), dove esiste un sotoportego Navagero e una corte Navagera.
La casata si estinse nel 1742.

## Membri illustri
- Andrea Navagero (1483 - 1529), letterato e botanico.

## Palazzi e Ville
- Villa Navagero Erizzo a Rovarè di San Biagio di Callalta